# Leptobasis vacillans
Leptobasis vacillans är en trollsländeart som först beskrevs av Hagen in Selys 1877.  Leptobasis vacillans ingår i släktet Leptobasis och familjen dammflicksländor. IUCN kategoriserar arten globalt som livskraftig. Inga underarter finns listade i Catalogue of Life.